# ميك غالواي
ميك غالواي (بالإنجليزية: Mick Galloway)‏ هو لاعب كرة قدم بريطاني، ولد في 13 أكتوبر 1974 في نوتنغهام في المملكة المتحدة. لعب مع لينكولن سيتي أف سي ونادي تشيسترفيلد ونادي غيلينغهام ونادي كارلايل يونايتد ونادي كاودينبيث لكرة القدم ونادي هيرفورد ونادي ووركينغتون ونوتس كاونتي.

## وصلات خارجية
- ميك غالواي على موقع قاعدة بيانات كرة القدم.إي يو (الإنجليزية)
- ميك غالواي على موقع Soccerbase.com (لاعب) (الإنجليزية)